# STEM
STEM is een Engels acroniem voor science, technology, engineering en mathematics. Het dient om de verzameling van academische gebieden omtrent exacte wetenschap, technologie, ontwerp en toegepaste wiskunde te omschrijven. In die zin is er een overlap met de kwalificatie van betawetenschap.
De term wordt in Vlaanderen onvertaald ook gehanteerd in de onderwijs- en opleidingscontext. De Vlaamse Regering heeft een STEM-specifiek actieplan opgesteld om loopbanen in wiskunde, exacte wetenschappen en technologie te stimuleren.
In Vlaanderen wordt er een STEM Olympiade georganiseerd voor de schoolgaande jeugd.